# Amor y sexo (Safo '63)
Amor y sexo (Safo '63) es una película mexicana de drama de 1964 dirigida por Luis Alcoriza y protagonizada por María Félix y Julio Alemán. Esta cinta se estrenó en México el 14 de mayo de 1964. Está basada en la novela Safo, del escritor francés Alphonse Daudet.

## Argumento
Diana es una mujer madura con una vida llena de aventuras románticas, que vive una vida de prostitución y drogas en los círculos de la alta sociedad mexicana. Diana se enamora de Raúl, un hombre diez años más joven. El gran secreto de Diana es un antiguo amante, al que cada semana visita en la prisión. Pronto, la vida y el pasado de Diana serán un tormento para Raúl.

## Elenco
- María Félix: Diana
- Julio Alemán: Raúl Solana
- Julio Aldama: Mauricio
- Augusto Benedico: Carlos
- José Gálvez: Licenciado Miguel Gaudal
- Laura Garcés: Laura
- Fernando Luján: «Gallina»
- Rogelio Guerra: Interno